# George Cayley
George Cayley, 6º Baronete (27 de dezembro de 1773 — 15 de dezembro de 1857), foi um engenheiro inglês,  pioneiro da aviação. Fez parte do partido Whig, e membro do parlamento, como deputado pelo distrito de Scarborough, North Yorkshire, de 1832 a 1835. Foi um dos fundadores do Instituto Real Politécnico (atualmente Universidade de Westminster, e durante vários anos seu diretor. Foi membro fundador da Associação Britânica para o Desenvolvimento da Ciência, e primo afastado do matemático Arthur Cayley.
Muitos o consideram o primeiro investigador aeronáutico realmente científico e a primeira pessoa a entender os princípios e forças que regem o voo.

## Biografia
George Cayley herdou a casa e os terrenos de Brompton-by-Sawdon, do seu pai, o 5º Baronete. Influenciado pelo espírito optimista, e empreendedor, da sua época, Cayley concebeu vários projetos, desde barcos salva-vidas, rodas de aros utilizados em bicicletas, lagarta, cinto de segurança, um protótipo de motor a explosão entre outros. Dos seus trabalhos, ainda se destacam contribuições nas áreas da electricidade, balística, óptica, motor de aquecimento e próteses

## O planador

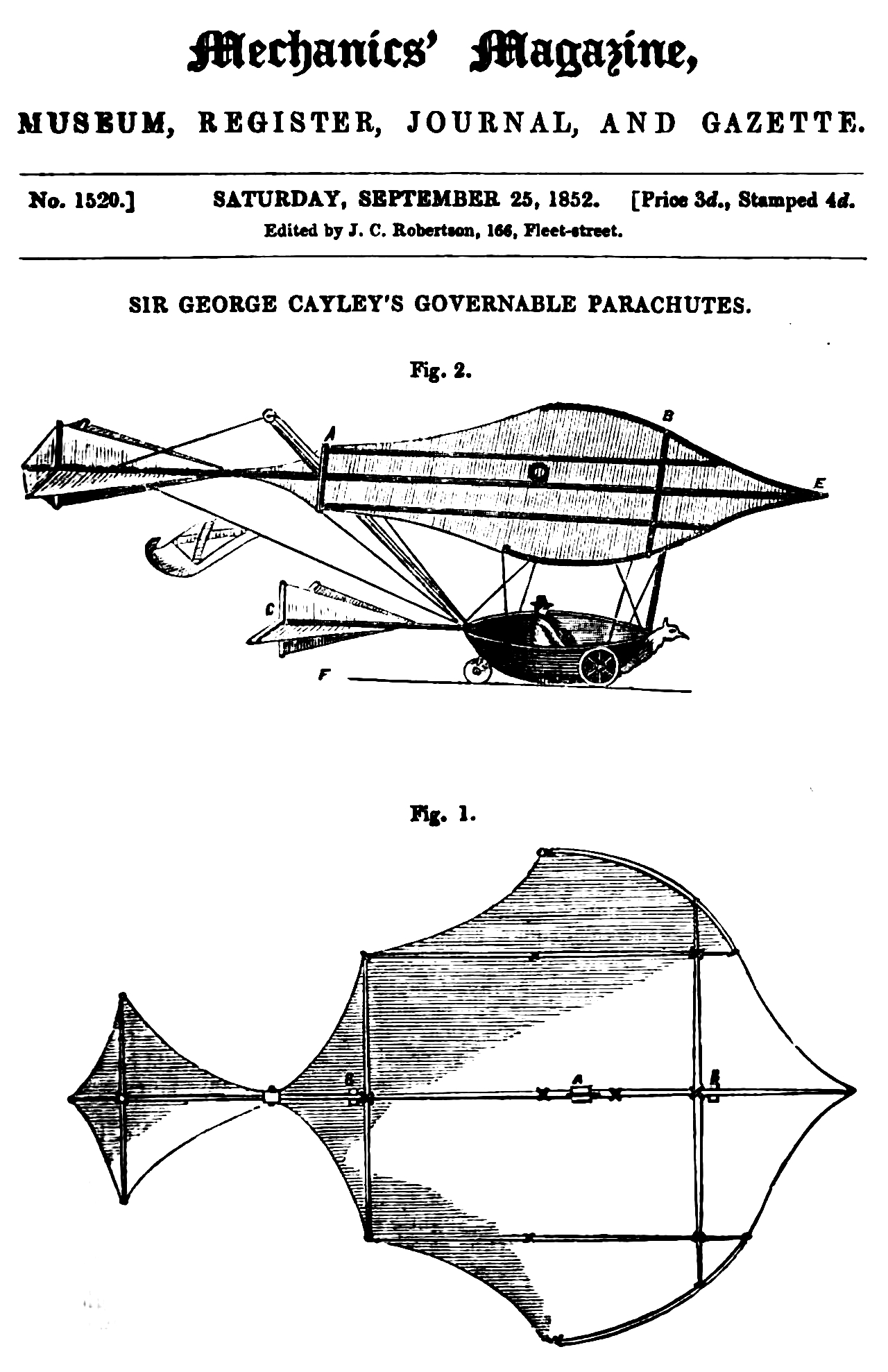
Planador de George Cayley, 1852.

O seu trabalho mais conhecido são os aparelhos voadores, nomeadamente o planador. Os desenhos, descobertos em 2007 na Biblioteca da Sociedade de Aeronáutica Real, em Londres, mostram que, já na época em que Cayley frequentava a escola, se dedicava às teoria do voo.
Por volta de 1804, os modelos dos seus planadores eram semelhantes a uma aeronave moderna, apresentando já um par de longas asas, como as utilizadas em monoplanos, um estabilizador horizontal na parte de trás, e um leme vertical. Em meados do séc. XIX, Cayley desenvolveu um triplano, em que um rapaz terá voado. Mais tarde, com a ajuda do seu neto George John Cayley, e do seu engenheiro Thomas Vick, desenvolve um planador em escala real, que sobrevoa a região de Brompton Dale, em 1853.
Uma réplica deste aparelho foi utilizada, em 1974, em Brompton Dale, e na década de 80, por Derek Piggot. Outra réplica foi utilizada em 2003, por Allan McWhirter, e Richard Branson.
Devido às suas contribuições para o mundo da aviação, uma das salas da Universidade de Loughborough tem o seu nome.

## O helicóptero
Em 1843, Sir George Cayley, inventou a sua "Carruagem Aérea" que tinha quatro rotores dispostos de forma coaxial em pares. Esse estranho veículo era uma melhoria sobre outros projetos contemporâneos, mas Sir George não foi bem sucedido em encontrar um motor adequado, portanto a máquina permaneceu apenas na mesa de desenhos.